# 프랭크버거
프랭크버거(영어: Frank Burger)는 정통 미국식 프리미엄 수제 치즈버거 체인으로, (주)프랭크에프앤비가 운영하는 대한민국의 수제햄버거 브랜드이다.

## 연혁
프랭크버거 프랜차이즈를 운영 중인 (주)프랭크F&B는 2012년도에 설립된 기업으로 대표브랜드로 바푸리 숯불김밥 런칭으로 300여개 매장 오픈과, Co&TABE(포차), 프랭크버거, 먼투썬피자 등이 있다.
- 2012년 법인 설립
- 한국프랜차이즈협회 부회장 취임
- 좋은 재료, 좋은 음식 바푸리 브랜드 런칭 착수
- 육류구이기 실용 신안 등록 완료
- MBC 라디오 ‘2시만세 싱글벙글쇼’ 광고협찬
- 2013년 바푸리 전국 50호점 돌파
- 누가누가잘하나’ 크리스마스 이벤트 지원
- ‘바푸리 맛 평가단’ 이벤트 지원
- ‘나도 파워블로거’ 이벤트 지원
- 바푸리 동계 신메뉴 출시 완료
- MBC 라디오 ‘싱글벙글쇼’, ‘지금은 라디오 시대’ 홍보 광고 지원
- 조선일보, 중앙일보, 동아일보 등 주요 일간지 및 인터넷 광고 지원
- 서울경제TV ‘조영구의 트랜드 핫 이슈’ 방영
- 바푸리 홍대직영점 오픈
- 2014년 바푸리 우수가맹점 선정 및 시상
- 사회적 약자, 불우이웃 장학금 수여 및 사랑의 쌀 전달식
- KBS 방송 ‘1박2일’, ‘연예가중계’ / JTBC 방송 ‘대단한 시집’ TV 홍보 광고 지원
- 바푸리 전국 200호점 돌파
- 4월 1일 부산 사업본부 출범
- 바푸리 CF광고 지원
- 바푸리 동계 신메뉴 출시 완료
- MBC ‘압구정 백야’, KBS ‘달콤한 비밀’ 광고 및 제작지원
- 12월 1일 호남 사업본부 출범
- 2015년 대한민국 브랜드스타 수상
- 품질경영시스템 국제규격 ‘ISO 9001’인증 취득
- MBC 주말연속극 ‘여자를 울려’ 광고 및 제작지원
- 하계 신메뉴 출시 및 홍보 마케팅 지원
- 1/4분기 위생점검 완료
- 신학기 이벤트 장학금 전달 완료
- 바푸리 전국 300호점 돌파
- 바푸리 상반기 가맹점 간담회 완료
- 바푸리 가맹점 발전위원회 발족
- 여성소비자가 뽑은 프리미엄 브랜드 대상 수상
- 2016년 MBC ‘서프라이즈’, SBS ‘스타킹’, ‘생활의달인’, KBS ‘생생정보’ TV 협찬광고
- 바푸리 TV-CF 공모전 실시
- ㈜BPR ‘식품개발연구소’ 기업부설연구소 인증서 취득
- 2017년 바푸리 신컨셉 리뉴얼 론칭
- 양준혁 바푸리 전속모델 선정
- 신메뉴 5종 숯불김밥 시리즈 출시
- 바푸리표 베트남 쌀국수 런칭 및 전국 50호점 돌파
- 바푸리 베이커리사업부 발족
- 2018년 프랭크버거 연구센터 설립
- 프랭크버거 브랜드 런칭
- 프랭크버거 브랜드 런칭 착수 (미국 현지 답사)
- 2019년 목동 1호점 오픈
- KBS 시니어 토크쇼 '황금연못' 방송 촬영
- 2020년 프랭크버거 전국 60호점 돌파
- 한국프랜차이즈 대상 수상
- 햄버거 패티 자동화 생산라인 구축
- 중앙일보 후원 올해의 브랜드 대상 수상
- 종합식품쇼핑몰 '바푸리 담짜몰' 론칭
- 착한프랜차이즈 선정 by 한국공정거래조정원
- SBS CNBC '생생경제 정보톡톡' 방영
- JTBC '트렌드정보 토크쇼 하우스' 방영
- SBS '생활의 달인', '좋은아침' 홍보 광고 지원
- SBS 라디오 '이준의 영스트리트', 황제성의 레디요 팡팡' 홍보 광고 지원
- KBS '1박2일' 홍보광고 지원
- 2021년 본사 확장이전 (경기도 부천시 옥산로 181)
- 제1회 유튜브 공모전 '벤츠' 경품 이벤트 지원
- 프랭크버거 전국 200호점 돌파
- KBS 라디오 '프랭크버거 CM송' 홍보 광고 지원
- 공중파 & 케이블 TV CF 광고 송출 지원
- 미스터트롯 나태주 전속모델 발탁
- KCA 프랜차이즈 어워즈 수상
- SBS 라디오 '조정식의 펀펀투데이', '배성재의 텐', '이준의 영스트리트' 홍보 광고 지원
- 이천시 아동복지시설 나눔 캠페인 후원
- 부천시 취약계층 아동 간식 나눔 캠페인 후원
- '씀씀이가 바른기업 선정' by 대한적십자사 (경기도 위기가정 후원)
- 2022년 하반기 복지공간, 혜림 나눔 캠페인 후원
- KFA 한국프랜차이즈산업협회 회장상 수상
- 프랭크버거 하반기 신메뉴 출시
- 프랭크버거 누적 550호점 돌파
- 수재민 돕기 성금 2,000만원 기부(전국재해구호협회)
- IBK 기업은행 동반자상 수상
- 스포츠조선 고객만족도 1위 수상
- KBS2TV 예능 '1박2일' 협찬 지원
- 2022년 KBS 2TV 일일드라마 황금가면 직업군 PPL 진행
- 상반기 복지공간, 혜림 나눔 캠페인 후원
- 부천시 모퉁이쉼터 나눔 캠페인 후원
- 프랭크버거 상반기 신메뉴 출시
- 제2회 SNS 공모전 'BMW' 경품 이벤트 지원
- 김종국 전속모델 확정 & 홍보·광고 지원
- KBPA 한국브랜드선호도 1위 수상
- 2023년 이승기 전속모델 체결
- 넥슨 블루아카이브 콜라보 진행
- 600호점 돌파(오픈 예정점 포함)
- 카카오게임즈 콜라보 '오딘에 반할라' 이벤트 지원
- 한국지역아동센터연합회 간식 나눔 캠페인 후원
- 스포츠조선 선정 고객 만족도 1위 수상
- 매일경제 100대 프랜차이즈 선정
- 수재민 돕기 성금 2,000만원 기부(전국재해구호협회)
- 국군의날 기념 국군장병 간식 나눔 캠페인 후원
- JTBC '싱어게인3' PPL 제작지원
- 아동보육원 '신애원' 간식 나눔 캠페인 후원
- 'KBO 한국시리즈' 구장 광고 진행
- NBK 골프 아카데미에 장학금 3,000만원 수여
- 할명수 유튜브 채널 PPL 지원
- SBS FiL '먹어보쇼2' PPL 지원
- '굿네이버스'와 사회공헌 업무협약
- 프랭크버거 2024년 신메뉴 출시
- 프랭크버거 골프구단 창단
- 한국프랜차이즈대상 산업통상자원부장관 표창 수상
- 쯔양 유튜브 채널 PPL 지원
- 2024년 (여자)아이들 전속모델 확정 & 홍보·광고 지원
- '굿네이버스'에 결식아동 지원 사업 지원금 2,000만원 전달
- 쯔양 먹방 성공기념 결식아동에게 2,000만원 기부
- 대한적십자 운영 '씀씀이가 바른기업 캠페인' 지원
- JTBC '싱어게인3' TOP7 홍보·광고 지원
- 아시안컵 축구 중계 방송 내 광고 지원
- 부산 벡스코 '제일 창업박람회 in 부산' 참가
- 서울 코엑스 'IFS 프랜차이즈 창업 박람회' 참가
- 영국 프리미엄 골프웨어 ‘드루(druh)’와 협업 계약 체결
- 서울 세텍 '제73회 프랜차이즈 창업박람회' 참가
- 로스트아크 게임콜라보 '모코코 버거파티' 이벤트 지원
- 프랭크버거 신메뉴 출시
- 히밥 유튜브 채널 PPL 지원
- 전가람 프로 KPGA 우승 축하 1천만원 후원
- KLPGA 제38회 한국여자오픈 골프선수권대회 후원
- 3년 연속 스포츠조선 선정 고객만족도 1위 수상
- 2년 연속 매일경제 100대 프랜차이즈 선정 및 최우수상 수상
- 프랭크버거 검단사거리 직영점 오픈
- 쯔양과 함께하는 월드비전 기부 행사 2,000만원 기부
- '치킨버거 먹고 휴가가자!' 이벤트 지원
- 히밥과 함께하는 간식 나눔 캠페인 1,000만원 후원
- (주)프랭크 F&B 신사옥 확장 이전 (인천시 서구 보도진로42번길 5)
- KBS2 개그콘서트 "데프콘 어때요" PPL 지원
- 프랭크에프앤비 골프단 선수 장학금 1,300만원 수여
- 프랭크버거배 미드아마 클래식 개최
- '굿네이버스'에 아동청소년 위기가정을 위한 후원금 1,000만원 전달
- 지한솔 프로 KLPGA 우승 축하 5백만원 후원
- 식품안전관리인증기준 해썹(HACCP) 보유
- 토트넘 홋스퍼와 아시아 공식 파트너십 체결
- 토트넘 홋스퍼와 함께하는 '프랭크버거 먹고!! 런던가자!' 이벤트 지원
- 니케 게임콜라보 '승리의 버거 세트' 이벤트 지원
- 토트넘 홋스퍼와 함께하는 '신메뉴 출시 기념! 프랭크가 SON다!' 이벤트 지원
- 프랭크버거 하반기 신메뉴 출시
- KFA 한국프랜차이즈산업협회 회장상 수상
- 벨리곰 콜라보 '솔직한 벨리곰 세트' 이벤트 지원
- 2025년 자사앱 회원 10만 돌파 기념 감사 이벤트 지원
- 토트넘 홋스퍼와 함께하는 '치킨&칩스팩 먹고 런던 가자!' 이벤트 지원
- 뻥이요 콜라보 '맛있는 콜라보' 이벤트 지원
- 프랭크 백일장! "벤츠" 경품 이벤트 지원
- 윤남노 전속셰프 확정 & 홍보·광고 지원
- 슈퍼바이브 게임콜라보 '슈퍼바이브 세트' 이벤트 지원
- 프랭크버거 신메뉴 출시

## 전속모델
- 제1대 전속모델 : 2021년 태권트롯 나태주
- 제2대 전속모델 : 2022년 꾹이 김종국
- 제3대 전속모델 : 2023년 만능 엔터테이너 이승기
- 제4대 전속모델: 2024년 (여자)아이들